# Ministri delle finanze della Repubblica Slovacca
I ministri delle finanze della Slovacchia dal 1989 ad oggi sono i seguenti.

## Lista
| Ministro | Ministro | Ministro             | Partito                                                       | Governo                      | Inizio           | Fine             |
| -------- | -------- | -------------------- | ------------------------------------------------------------- | ---------------------------- | ---------------- | ---------------- |
|          |          | Július Tóth          | Indipendente                                                  | Vladimír Mečiar              | 24 giugno 1992   | 15 marzo 1994    |
|          |          | Rudolf Filkus        | Unione Democratica Slovacca                                   | Jozef Moravčík               | 15 marzo 1994    | 13 dicembre 1994 |
|          |          | Sergej Kozlík        | Partito Popolare - Movimento per una Slovacchia Democratica   | Vladimír Mečiar              | 13 dicembre 1994 | 14 gennaio 1998  |
|          |          | Miroslav Maxon       | Nuovo Partito Agrario                                         | Vladimír Mečiar              | 14 gennaio 1998  | 30 ottobre 1998  |
|          |          | Brigita Schmögnerová | Partito della Sinistra Democratica                            | Mikuláš Dzurinda             | 30 ottobre 1998  | 29 gennaio 2002  |
|          |          | František Hajnovič   | Partito della Sinistra Democratica                            | Mikuláš Dzurinda             | 29 gennaio 2002  | 15 ottobre 2002  |
|          |          | Ivan Mikloš          | Unione Democratica e Cristiana Slovacca - Partito Democratico | Mikuláš Dzurinda             | 15 ottobre 2002  | 4 luglio 2006    |
|          |          | Ján Počiatek         | Direzione - Socialdemocrazia                                  | Robert Fico                  | 4 luglio 2006    | 8 luglio 2010    |
|          |          | Ivan Mikloš          | Unione Democratica e Cristiana Slovacca - Partito Democratico | Iveta Radičová               | 8 luglio 2010    | 4 aprile 2012    |
|          |          | Peter Kažimír        | Direzione - Socialdemocrazia                                  | Robert Fico Peter Pellegrini | 4 aprile 2012    | 11 aprile 2019   |
|          |          | Ladislav Kamenický   | Direzione - Socialdemocrazia                                  | Peter Pellegrini             | 7 maggio 2019    | 21 marzo 2020    |
|          |          | Eduard Heger         | Gente Comune e Personalità Indipendenti                       | Igor Matovič                 | 21 marzo 2020    | 1º aprile 2021   |
|          |          | Igor Matovič         | Gente Comune e Personalità Indipendenti                       | Eduard Heger                 | 1º aprile 2021   | in carica        |